# Воронки (Перекопський район)
Воронки́ (до 1944 року — Кадиш, крим. Qadış) — село Перекопського району Автономної Республіки Крим. Розташоване на півдні району.

## Населення
Згідно з переписом УРСР 1989 року чисельність наявного населення села становила 133 особи, з яких 62 чоловіки та 71 жінка.
За переписом населення України 2001 року в селі мешкало 136 осіб.

### Мова
Розподіл населення за рідною мовою за даними перепису 2001 року:
| Мова              | Відсоток |
| ----------------- | -------- |
| кримськотатарська | 41,27 %  |
| українська        | 30,95 %  |
| російська         | 27,78 %  |